# Archie Andrews
Archibald "Archie" Andrews, creat el 1941 per l'editor John L. Goldwater i l'artista Bob Montana en col·laboració amb l'escriptor Vic Bloom, és el personatge principal de la franquícia Archie Comics, inclosa la sèrie de ràido de llarga durada Archie Andrews, una tira còmica sindicada, The Archie Show, Archie's Weird Mysteries i Riverdale. És el guitarrista rítmic i un dels tres cantants de la banda de ficció The Archies. És interpretat per KJ Apa a Riverdale. Pel seu aspecte físic, principalment té els cabells vermells, pigues a les galtes, concretament tres a cadascuna fent sis pigues i una pell de color clar. A Archie's Weird Mysteries, sembla que és d'origen escocès-americà, tal com es mostra a l'episodi "The Day the Earth Moved" (El dia que la terra es va moure), quan el seu pare volia mantenir-se amb la seva tradició familiar i portar un kilt mentre sonava la campana de Riverdale.

## Biografia del personatge de ficció
Archie Andrews va debutar a Pep Comics núm. 22, publicat el 15 d'octubre de 1941 (amb data de portada de desembre de 1941). És l'únic fill de Mary i Fred Andrews. El seu pare treballa com a executiu de nivell mitjà d'empresa. La seva mare, inicialment mestressa de casa, en anys posteriors treballa en una immobiliària. La seva vida anterior es revela a les històries de "Little Archie" quan tenia un gos anomenat Spotty. Archie viu a Riverdale, on va a Riverdale High School.
Archie és un adolescent típic d'un poble petit. El seu amor principal és Veronica Lodge, però també li agrada Betty Cooper, formant el triangle amorós que condueix moltes de les línies argumentals del còmic. Té les millors intencions, però sovint entra en conflicte amb el pare ric de Veronica, Hiram Lodge, i el director de Riverdale High, Waldo Weatherbee. Com un dels tres vocalistes i guitarrista rítmic de The Archies, Archie actua amb Betty i Veronica, així com el seu amic Reggie Mantle, que lluita contra ell pel cor de Veronica, i el seu millor amic Jughead Jones.
Mary i Fred Andrews són d'ascendència escocesa. L'avi patern d'Archie, Andy Andrews, va emigrar als Estats Units des d'Escòcia i es va fer amic de l'avantpassat rus de Moose Mason, que havia emigrat al mateix temps. S'ha representat a Archie vestint el kilt tradicional dels seus avantpassats i tocant la gaita (però no gaire bé).
La sèrie Little Archie, publicada des del 1956 fins a mitjans dels anys noranta, narra les aventures d'Archie preadolescent i els seus amics a l'escola primària.
El renaixement del 2010 de la sèrie Life with Archie narra dues històries alternatives i paral·leles en les quals Archie es casa amb Veronica i Betty.
Té els cabells de color taronja, una cara amb un conjunt de tres pigues a cada galta i la pell clara.

## Relacions

### Vida amorosa
Archie i Betty han estat els millors amics i interessats amorosament tota la vida. Quan Veronica Lodge es va traslladar a Riverdale, però, va centrar la seva atenció en ella, fent que la Betty s'enfadés i estés gelosa. Va començar a competir amb Veronica pel seu afecte.
Als còmics, de vegades pensa en Betty més com una amiga íntima i confident. Li agrada que sempre estigui disponible com a suport quan no té una cita amb Verònica.
No li agrada quan Betty surt amb altres nois, volent que estigui disponible com a segona opció. Ara que Betty surt esporàdicament amb Jason Blossom i Adam Chisholm, Archie mostra un punt de gelosia. Archie està casat amb Betty a la sèrie Archie Marries Betty: Life With Archie i està casat amb Veronica a la sèrie Archie Marries Veronica: Life with Archie. Tots dos escenaris produeixen resultats diferents per a la vida general d'Archie, així com la de Betty i la de Veronica.
Archie sovint competeix per captar l'atenció de Betty i Veronica amb el seu rival, Reggie Mantle, i ocasionalment altres nois. Veronica fa que Archie mai la doni per feta. Betty, d'altra banda, fa que Archie sàpiga clarament que l'adora. Archie tria seguir lluitant per Veronica.
Un tercer interès amorós és una noia rica pel-roja anomenada Cheryl Blossom. Al principi, es va considerar massa sexual i una mica promiscua i la van treure de la sèrie, però a causa de la seva popularitat, la van recuperar a Love Showdown, una minisèrie de quatre parts en la qual Archie intenta prendre una decisió entre Cheryl, Betty i Veronica.
El 15 de maig de 2009, Archie Comics va anunciar que Archie finalment escolliria una de les noies per casar-se, en un arc de la història a Archie núm. 600–606 (agost de 2009 - febrer de 2010). No obstant això, Archie Comics va revelar que era un somni en que es van mostrar dos futurs possibles: un on Archie es casa amb Veronica (números 600–602) i l'altre amb Betty (603–605). En tots dos, té bessons: un nen també anomenat Archie que s'assembla a ell, i una noia que porta el nom i s'assembla a la noia amb qui es va casar. El número 606 era un epíleg d'Archie Marries Veronica/Archie Marries Betty que torna a l'antic format dels còmics.
A Archie núm. 608 (maig de 2010), Archie va començar una relació amb Valerie Brown, convertint-se en la primera xicota d'Archie d'ascendència africana. The Archies i Josie and the Pussycats estaven de gira junts i, mentre assajaven, Archie i Valerie es van enamorar en secret mentre coescrivien la cançó "More Than Words" que descrivia els seus sentiments. El número 609 va revelar que aquesta relació s'havia filtrat al coneixement comú al final de la gira. Archie i Valerie es van veure obligats a separar-se quan les Pussycats estaven de gira per Europa sense els Archies, però esperaven mantenir la seva relació. Al còmic Archie Marries Valerie, Valerie espera un nadó amb Archie, a qui anomenen Star.
A Archie #700 (juliol de 2019), que significa l'inici d'un altre reinici suau, es revela que Archie va tenir una relació amb Sabrina Spellman durant les seves vacances d'estiu mentre tothom estava de vacances després que ella l'hagués salvat d'una manada de llops.

### Amics

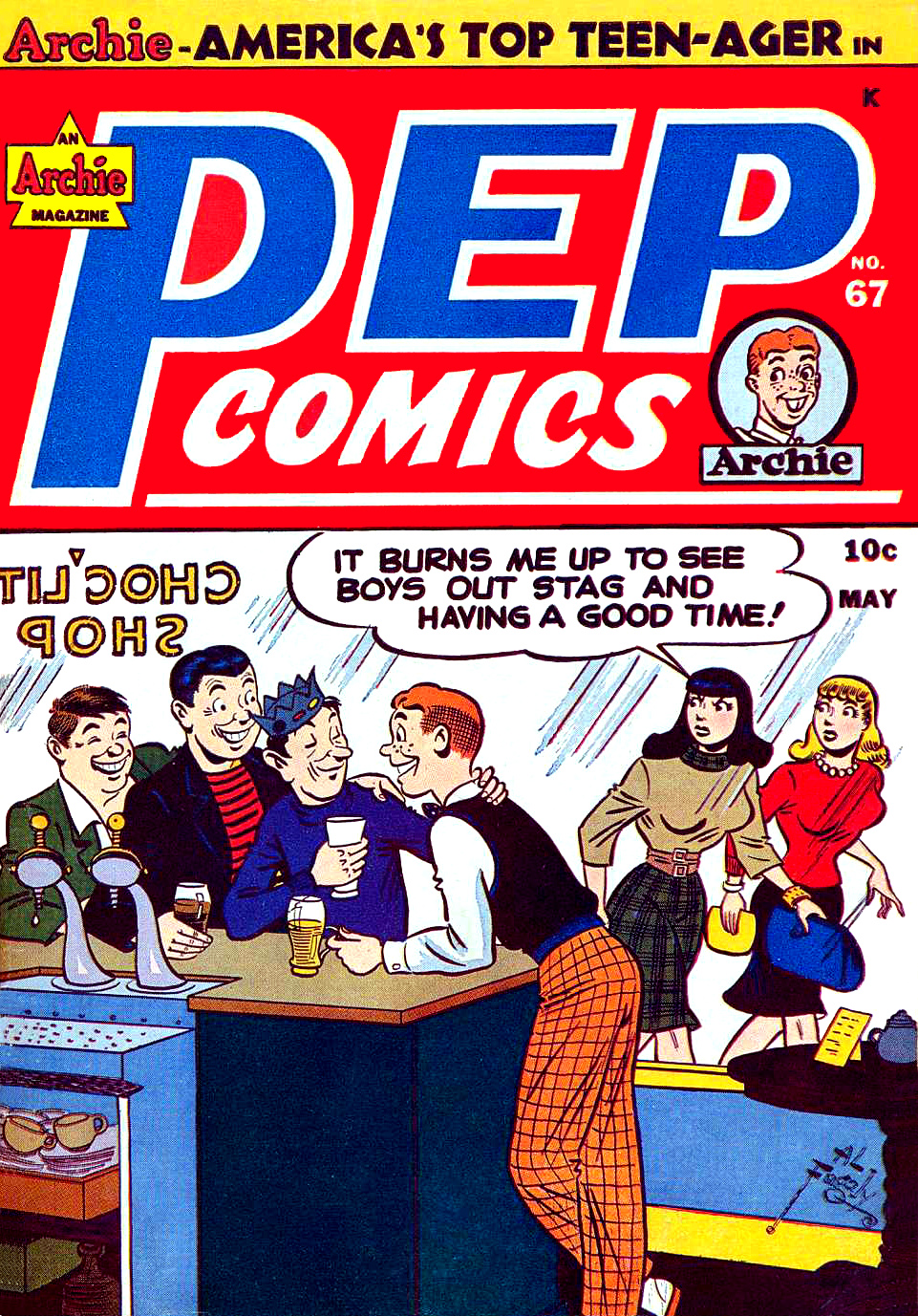
Archie i el seu grup d'amics a la portada de Pep número 67 (maig de 1948), obra d'Al Fagaly.

Jughead Jones ha estat el millor amic d'Archie des de la infància. Quan Jughead va arribar per primera vegada a Riverdale, estava de mal humor i tendia a apartar-se d'Archie. No obstant això, Archie, de bon cor, va intentar animar Jughead i els dos han estat inseparables des d'aleshores. Jughead porta un stil de barret improvisat de l'època de la Depressió i una expressió inescrutable i de parpella tancada. Sovint, Jughead ha d'ajudar a Archie a sortir d'una situació complicada. Jughead normalment sap quan les idees d'Archie no funcionaran, però es troba impotent per evitar involucrar-se.
Reggie Mantle és el constant rival romàntic i atlètic d'Archie. Cadascun fa sovint intents de separar l'altre de la Verònica, de tant en tant mostrant violència física, i tots dos s'han guanyat la seva bona part d'esgarrapades entre ells. Reggie aprofita totes les oportunitats per fer bromes a Archie i fer ximpleries cíniques. Tanmateix, Reggie sovint es mostra com un company d'Archie malgrat la seva arrogància i naturalesa competitiva, i sovint se'ls veu junts practicant atletisme o buscant cites.
Entre els altres amics d'Archie hi ha Dilton Doiley, el geni local que fa que Archie es trobi i surti dels problemes a través dels seus experiments i invents; Moose Mason, l'atleta estelar tonto però simpàtic de Riverdale High que sovint és el company d'equip d'Archie; Chuck Clayton, un altre dels companys d'Archie que originalment era tímid i solitari però que va sortir de la seva closca quan Archie es va fer amic d'ell; les núvies de Moose i Chuck, Midge Klump i Nancy Woods, dues de les poques noies atractives que Archie no enamora; i Ethel Muggs, una noia molt enamorada de Jughead, que sovint es guanya el seu cor amb l'ús de galetes acabades de fer.

## Interessos

### Esports
Fora de les cites, a Archie li agrada molt els esports. Juga a beisbol, bàsquet i futbol americà per als equips de Riverdale High. Encara que sovint no és un esportista tan bo com Moose Mason, Chuck Clayton o Reggie Mantle, demostra ser un membre valuós de l'equip de l'escola. Els entrenadors Kleats i Clayton el valoren tant per les seves habilitats atlètiques com pel seu esperit d'equip. Tanmateix, les habilitats atlètiques d'Archie varien d'una història a una altra, a causa de la seva freqüent maldestresa. També té tendència a posar més atenció a les animadores que al seu joc. Per aquest motiu, l'entrenador Kleats sovint intenta evitar recórrer a utilitzar Archie en un joc.

### Cotxes
Els automòbils són una de les aficions d'Archie, i li apassiona el seu cotxe. Durant dècades, se'l va mostrar conduint un Ford T de 1916 anomenat "Betsy". A Archie double digest núm. 192, es diu que és un model A. En una història durant la qual Archie va intentar assegurar el seu jalopy, el va descriure com un "Ford, Chevy, Plymouth, Pierce-Arrow, Packard, DeSoto, Hudson...", explicant que el seu jalopy era "una col·lecció de peces de recanvi". de diversos dipòsits de ferralla", alguns dels quals es remunten a 1926.
El cotxe d'Archie va ser destruït permanentment al número 238 de Life With Archie, que es va publicar el 1983. En els còmics més recents, condueix un Ford Mustang de mitjans dels anys 60, que té una aparença més contemporània, però encara poc fiable i propens a patir avaries. Archie Digest 239, publicat l'octubre de 2007, incloïa una nova història en què l'únic i únic Sr. Lodge era propietari d'un cotxe antic que s'assemblava molt al cotxe d'Archie. La història presentava l'avi d'Archie que, quan era adolescent, s'assemblava i es vestia com l'Archie dels anys quaranta. Va resultar que era propietari del mateix cotxe que ara tenia el Sr. Lodge.

### The Archies
The Archies és una banda de garatge que inclou Archie (veu i guitarra rítmica), Reggie (baix), Veronica (veu i teclats), Betty (veu, guitarra solista i percussió) i Jughead (bateria). Archie va fundar el grup ell mateix. Encara que no és tan famosa com Josie and the Pussycats, la banda fa nombrosos concerts i té certa notorietat. A la sèrie Little Archies, la banda tot just comença a formar-se, tot i que Archie, Betty, Jughead, Reggie i Veronica comencen a tocar diferents tipus de cançons.

## Mort
L'abril de 2014, 72 anys després de la primera aparició del personatge, Archie Comics va anunciar que l'Archie adult moriria al número 36 de juliol de 2014 de Life with Archie, mentre que l'adolescent Archie continuaria a l'altra sèrie de títols de còmics d'Archie. Archie mor quan se li dispara a l'abdomen mentre salva el seu amic, el senador Kevin Keller. La història està escrita per posar fi a les dues històries, sense comprometre's amb quina noia es va casar Archie, i conté diversos flashbacks dels dies de Little Archie. El darrer número (núm. 37) està ambientat un any després de la mort d'Archie. Tots els seus amics el recorden i l'escola secundària de Riverdale passa a anomenar-se oficialment Archie Andrews High School en el seu honor. La història acaba amb Jughead, propietari de Juggie's (abans Pop's Chock'lit Shoppe), servint un sundae a tres nens que s'assemblen a Little Archie, Betty i Veronica.

## En altres mitjans

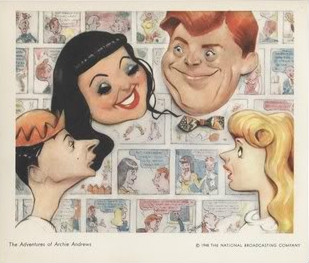
Imatge promocional d'Archie Andrews i el repartiment de The Adventures of Archie Andrews, com part de la promoció de NBC Parade of Stars.

### Ràdio
Els personatges de Montana es van escoltar a la ràdio a principis dels anys quaranta. Archie Andrews va començar a la NBC Blue Network el 31 de maig de 1943, va canviar a Mutual el 1944 i després va continuar a la ràdio NBC des de 1945 fins al 5 de setembre de 1953. El locutor original del programa va ser Kenneth Banghart, posteriorment succeït per Bob Shepard (durant la temporada 1947–48, quan Swift and Company patrocinava el programa) i Dick Dudley. Archie va ser interpretat per primera vegada per Charles Mullen (1943–1944), Jack Grimes (1944) i Burt Boyar (1945), amb Bob Hastings (1945–1953) com a personatge principal durant els anys de la NBC. Jughead va ser interpretat per Hal Stone, Cameron Andrews i més tard per Arnold Stang. Stone més tard va escriure sobre la seva carrera a la ràdio a la seva autobiografia, Relax... Archie! Re-laxx! (Bygone Days Press, 2003). Durant la sèrie de NBC, Rosemary Rice va interpretar a Betty, Gloria Mann va interpretar a Veronica, Alice Yourman va interpretar la mare d'Archie, Mary Andrews i Arthur "Art" Kohl va ser el pare d'Archie, Fred Andrews.

### Televisió

#### Animació
- Archie Andrews va aparèixer a The Archie Show, una sèrie de dibuixos animats de 1968 produïda per Filmation. També va aparèixer en els diferents sèries derivades produïdes en el mateix format des de 1969 fins a 1977: Archie's TV Funnies, The US of Archie, i altres. Va ser interpretat vocalment per Dallas McKennon.
- Archie Andrews va aparèixer a The New Archies, una reimaginació de 1987 d'Archie i els seus amics. Archie va ser mostrat com un preadolescent a la secundària. Va ser interpretat per J. Michael Roncetti.
- Archie Andrews va aparèixer a Archie's Weird Mysteries amb la veu d'Andrew Rannells. En aquesta versió és un reporter del diari local de l'escola.

#### Imatge real
- El 1962, Desilu va produir un pilot no emès amb Frank Bank com Archie.[12]
- El 1964, Screen Gems va filmar un pilot no emès de Harry Ackerman, amb l'actor desconegut John Simpson en el paper principal.[12]
- El 6 de maig de 1990, la NBC va emetre Archie: To Riverdale and Back Again, una pel·lícula de televisió (i un còmic posterior) que representava els personatges com a adults 15 anys després de la seva graduació de secundària. Christopher Rich va interpretar Archie Andrews.
- Archie apareix a Riverdale, una sèrie dramàtica per a The CW amb KJ Apa protagonitzant el personatge.[13][14][15] Brock Brown interpreta el jove Archie a l'episodi de la quarta temporada de la sèrie "Chapter Seventy-Five: Lynchian".

### Pel·lícula

#### Animació
- Archie Andrews va aparèixer a The Archies in Jugman, amb la veu d' Andrew Rannells. La pel·lícula es va estrenar directe a vídeo i té lloc després d'Archie's Weird Mysteries.

### Jocs
- Archie apareix com un personatge al joc per a mòbils Crossy Road.